# Garissa
Garissa (en somalí Gaarisa) es la capital del condado de Garissa, Kenia.

## Geografía
Garissa se encuentra en las coordenadas 0°27′25″S 39°39′30″E / -0.45694, 39.65833. El río Tana, que nace al oeste en las montañas Aberdare cerca de Nyeri, fluye a través de la ciudad.
El santuario de jirafas Bour-Algi, situado a 5 km al sur de Garissa, es el hogar de fauna en peligro de extinción como la jirafa Rothschild, gacela de Waller y otros herbívoros, incluyendo dicdic de Kirk, kudú menor, jabalíes y antílopes.
En sus inmediaciones se encuentra Dadaab, que es considerado el mayor campo de refugiados del mundo, donde habitan unos 400 000 somalíes refugiados de la guerra civil somalí.

## Demografía
Según el censo de 2009, la ciudad tiene una población total de 119 696.
La mayoría de los habitantes son somalíes. Estos se subdividen en clanes, como el sub-clan Ogaden del darod somalí, que se encuentra bien representados. También hay un pequeño número de otros grupos étnicos minoritarios, comúnmente conocida como las tribus de la esquina.

## Economía

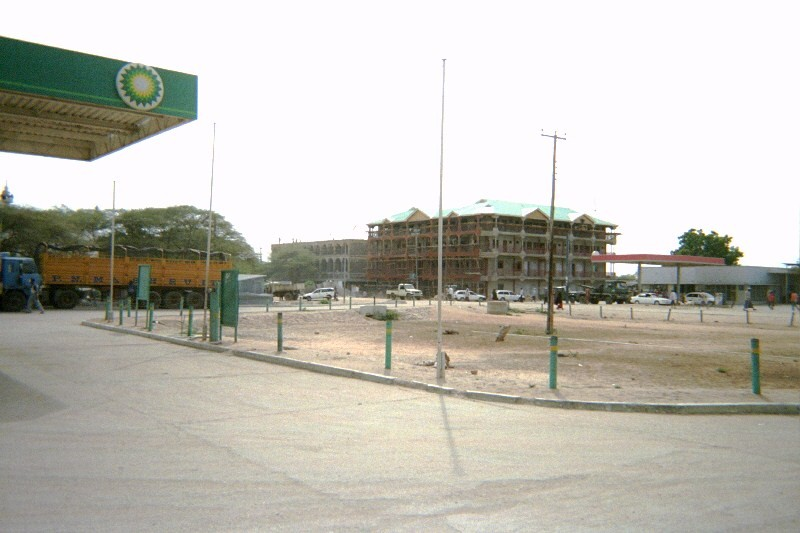
Una estación de gasolina en el centro de Garissa.

Garissa es el centro mercantil y comercial del condado de Garissa. Según la Interpol, la ciudad es también una de las zonas más seguras de la región de los Grandes Lagos Africanos.
Los bancos con presencia en Garissa incluyen el Gulf African Bank situado en Al-Wayf Quran House, el Postbank en el centro comercial de Garissa, y el First Community Bank en el Edificio Bajwed. Otros bancos con sucursales en el ciudad incluyen Barclays Bank, Equity Bank, Kenya Commercial Bank, National Bank of Kenya, y el Cooperative Bank of Kenya.
La ganadería es una parte importante de la economía de la ciudad. Entre 2005 y 2007, los productores de ganado de Garissa ganaron más de 1,8 millones de chelines en las ventas en los mercados nacionales y extranjeros. La construcción de un nuevo matadero también se inició en octubre de 2007. En cuanto a las importaciones de ganado, la mayor parte del ganado de Garissa proviene de comercio transfronterizo entre los comerciantes de ganado de Somalia.

## Gobernancia
Como la capital del condado de Garissa, la ciudad es la sede del Gobierno del Condado de Garissa, así como la Asamblea del Condado. La ciudad está representada por Aden Bare Daule, un miembro del parlamento somalí para la Circunscripción del Condado en la Asamblea Nacional de Kenia. Fue elegido a la posición en las elecciones generales de 2013 a través del Partido Republicano Keniano, un partido afiliado a la Alianza del Jubileo. Actualmente se desempeña como el líder de la mayoría en el Parlamento. Nathif Jama Adam es el actual gobernador del condado de Garissa.

## Alojamiento
Varios establecimientos de la ciudad ofrecen alojamiento. Entre estos hoteles y casas de huéspedes están el hotel Almond, hotel Xiddig y el hotel Palacio Nómada.

## Climatología
El terreno de Garissa es sobre todo árido y desértico. La ciudad se encuentra a lo largo del río Tana, y tiene un clima muy cálido debido a la baja elevación y a la lejanía de las zonas costeras más frías. La temperatura durante el día normalmente se eleva por encima de 33 °C (91 °F), todos los días, pero vuelve a una temperatura suave, todas las noches (véase tabla abajo).
| Parámetros climáticos promedio de Garissa | Parámetros climáticos promedio de Garissa | Parámetros climáticos promedio de Garissa | Parámetros climáticos promedio de Garissa | Parámetros climáticos promedio de Garissa | Parámetros climáticos promedio de Garissa | Parámetros climáticos promedio de Garissa | Parámetros climáticos promedio de Garissa | Parámetros climáticos promedio de Garissa | Parámetros climáticos promedio de Garissa | Parámetros climáticos promedio de Garissa | Parámetros climáticos promedio de Garissa | Parámetros climáticos promedio de Garissa | Parámetros climáticos promedio de Garissa |
| Mes                                       | Ene.                                      | Feb.                                      | Mar.                                      | Abr.                                      | May.                                      | Jun.                                      | Jul.                                      | Ago.                                      | Sep.                                      | Oct.                                      | Nov.                                      | Dic.                                      | Anual                                     |
| ----------------------------------------- | ----------------------------------------- | ----------------------------------------- | ----------------------------------------- | ----------------------------------------- | ----------------------------------------- | ----------------------------------------- | ----------------------------------------- | ----------------------------------------- | ----------------------------------------- | ----------------------------------------- | ----------------------------------------- | ----------------------------------------- | ----------------------------------------- |
| Temp. máx. media (°C)                     | 36.7                                      | 37.8                                      | 38.3                                      | 37                                        | 35.8                                      | 34.1                                      | 33.6                                      | 33.8                                      | 35.1                                      | 36.3                                      | 36.2                                      | 35.4                                      | 35.8                                      |
| Temp. mín. media (°C)                     | 22.6                                      | 23.3                                      | 24.4                                      | 24.5                                      | 23.3                                      | 21.8                                      | 21.2                                      | 21.3                                      | 21.7                                      | 23.1                                      | 23.6                                      | 23                                        | 22.8                                      |
| Precipitación total (mm)                  | 11.9                                      | 5.5                                       | 48.6                                      | 89.7                                      | 15.5                                      | 5.2                                       | 3.4                                       | 6.6                                       | 8.4                                       | 30.0                                      | 96.9                                      | 51.9                                      | 373.6                                     |
| Fuente: Climate-Charts.com                |                                           |                                           |                                           |                                           |                                           |                                           |                                           |                                           |                                           |                                           |                                           |                                           |                                           |